# Édouard Tissé
Édouard Tissé (en letton : Eduards Tisē) né le 1er avril 1897 à Liepāja et mort le 18 novembre 1961 à Moscou est un cadreur, réalisateur et acteur soviétique.
Il est notamment le directeur de la photographie de tous les films de Sergueï Eisenstein.

## Biographie
Né le 1er avril 1897 à Liepāja dans le gouvernement de Courlande, aujourd'hui en Lettonie, Édouard Tissé se passionne très tôt pour la peinture. C'est à la fin de ses études d'art et de photographie, en 1914, que Tissé devient réalisateur officiel au front pour l'armée russe. Après la Révolution russe, en 1918, il sera chargé de photographier la fête du 1er mai et le premier anniversaire de la Révolution de 1917. Il continue de 1918 à 1924 en travaillant en qualité d'opérateur-chroniqueur qui rend compte de la conquête de la Crimée avant la défaite de Piotr Wrangel en novembre 1920, du 2e congrès de L'Internationale communiste du 17 juillet au 7 août 1920, du 3e congrès de l'Internationale communiste de juin au 12 août 1921.
Responsable de la section cinématographique du premier « agit-train » créé par Lénine — un train qui sillonnait toute la Russie et qui répandait la propagande de l'État —, il rencontre Dziga Vertov avec lequel il réalisera des documentaires. La même année, il est aussi le cadreur du premier film de fiction produit par l'État soviétique, Le Signal, réalisé par Alexandre Arkatov. En 1921, Édouard Tissé commence à enseigner à l'Institut national de la cinématographie.
À partir de 1924, il devient le cadreur et le directeur de la photographie de tous les films de Sergueï Eisenstein. Au mois de mars-avril 1926, avec Eisenstein ils entament leur voyage en Europe par la visite des studios UFA à Berlin. Ils le poursuivent, en août 1930, en compagnie de Grigori Aleksandrov aux États-Unis, où ils participent aux projets The Glass House, Sutter's Gold, An American Tragedy et d'autres encore à Hollywood. Leur trio est allé jusqu'au Mexique. Là, les séquences du film ¡Que viva México! ont été tournées, mais le film ne sera toutefois pas achevé du vivant d'Eisenstein.
Comme réalisateur, Tissé fera en tout et pour tout trois films et sera récompensé par le titre de travailleur émérite des arts par arrêté de Comité exécutif central de l'URSS en 1935 et par le prix Staline à trois reprises, en 1946, 1949 et 1950. On lui remet également le diplôme d'honneur au Festival de Venise, en 1956, pour son film La Garnison immortelle.
La caméra préférée de Tissé était une Debrie Parvo modèle L, il continuait à l'utiliser même à l'époque du cinéma parlant, notamment pour filmer les séquences de Alexandre Nevski.
Il meurt à Moscou le 18 novembre 1961 et est inhumé au cimetière de Novodevitchi.

## Filmographie

### Réalisateur
- 1930 : Misères de femmes, joies de femmes
- 1930 : L'Appel de la vie
- 1956 : La Garnison immortelle

### Directeur de la photographie
- 1918 : Le Signal d'Alexandre Arkatov
- 1921 : La Faucille et le marteau de Vladimir Gardine
- 1925 : La Grève de Sergueï Eisenstein
- 1925 : Le Cuirassé Potemkine de Sergueï Eisenstein
- 1925 : Le Bonheur juif d'Alexis Granowski
- 1925 : Le Mariage de l'ours
- 1927 : Octobre de Sergueï Eisenstein
- 1929 : La Ligne générale de Sergueï Eisenstein
- 1931 : Que viva Mexico ! de Sergueï Eisenstein
- 1935 : Aerograd d'Alexandre Dovjenko
- 1937 : Le Pré de Béjine de Sergueï Eisenstein
- 1938 : Alexandre Nevski de  Sergueï Eisenstein
- 1945 : Ivan le Terrible de Sergueï Eisenstein
- 1949 : Rencontre sur l'Elbe de Grigori Alexandrov
- 1949 : Vladimir Ilitch Lénine (Владимир Ильич Ленин)
- 1952 : Le Compositeur Glinka (Kompozitor Glinka) de Grigori Alexandrov
- 1953 : Poussière d'argent

### Cadreur
- 1927 : Octobre de Sergueï Eisenstein

### Acteur
- 1927 : Octobre de Sergueï Eisenstein